# Kinh tế Kosovo
Nền kinh tế của Kosovo là một nền kinh tế đang chuyển dịch. Kosovo từng là một phần của Liên Bang Nam Tư cũ với việc thừa hưởng những cơ sở hạ tầng hiện đại từ việc xây dựng kinh tế của Nam Tư từ những năm 1960 đến 1970, cho đến những năm 1990 thì khu vực này có dấu hiệu suy giảm do sự điều hành kém về kinh tế, chính trị cùng hàng loạt các vấn đề về xã hội, sắc tộc Kể từ năm 2008, Kosovo tuyên bố độc lập thì nền kinh tế của Kosovo có vẻ khá khẩm hơn trong một vài năm.
Những năm đầu độc lập, Kosovo có nền kinh tế đổ nát và phụ thuộc vào viện trợ của các nước phương Tây. Cho đến trước thềm Bầu cử Quốc hội Kosovo, 2014, nền kinh tế nước này đang ở tình trạng khánh kiệt và là một trong những nền kinh tế yếu kém nhất châu Âu với tỷ lệ thất nghiệp 35%-45%, hơn một nửa trong số đó là thanh niên cùng với nạn tham nhũng. Cuộc bầu cử năm 2014 là động lực để thúc đẩy giấc mơ gia nhập Liên minh châu Âu của Kosovo của Hashim Thaci.

## Tổng quan
Lúc mới độc lập, Kinh tế Kosovo gặp rất nhiều khó khăn. Một năm sau khi tuyên bố độc lập, Kosovo vẫn là nơi lý tưởng cho buôn lậu và tham nhũng hoành hành, một nền kinh tế èo uột và đổ nát, với hơn 50% lực lượng lao động không có việc làm. Kinh tế Kosovo gần như phụ thuộc hoàn toàn viện trợ nước ngoài, chủ yếu là châu Âu. Tại Hội nghị quốc tế tài trợ cho Kosovo với sự tham dự của đại diện 65 nước, số tiền quốc tế cam kết tài trợ lên tới 1,2 tỷ euro. Nhưng đó mới chỉ là những khoản cam kết.
Trên thực tế, chưa nhiều nhà đầu tư đến Kosovo và kế hoạch Pristina xin vay vốn từ các thiết chế tài chính quốc tế là Quỹ tiền tệ quốc tế (IMF) và Ngân hàng thế giới (WB) chưa thể thực hiện. Vì, giới đầu tư không thể liều lĩnh đổ tiền vào một nơi mà nền kinh tế và chính trị thiếu chắc chắn, lại hoàn toàn phụ thuộc vào lòng hảo tâm của phương Tây và đồng minh. Ngay cả khi Pristina đã bỏ ra hàng triệu euro thuê các công ty quảng cáo chuyên nghiệp và có uy tín tiếp thị Kosovo là một quốc gia ổn định.
Kosovo được tình báo Hoa Kỳ phân loại là một quốc gia đang phát triển, với GDP bình quân đầu người ước đạt 2.100 euro (2008). Do Kosovo là nơi có dự trữ than đá lớn thứ hai tại châu Âu, nó từng có công ty xuất khẩu lớn nhất (Trepča) tại Cộng hòa Liên bang Nam Tư Tuy nhiên, Kosovo lại là tỉnh nghèo nhất Nam Tư và nhận được sự trợ cấp đáng kể từ tất cả các nước cộng hòa khác của Nam Tư. Ngoài ra, trong thập niên 1990, các chính sách kinh tế tồi tệ, trừng phạt quốc tế, ngoại thương không đáng kể và xung đột sắc tộc đã tác động nghiêm trọng đến nền kinh tế Kosovo.
Sau khi đạt mức nhảy vọt vào năm 2000 và 2001, tốc độ tăng trưởng GDP của Kosovo đã có mức âm vào năm 2002 và 2003 và được dự kiến đạt 3% vào năm 2004–2005, với nguồn lực tăng trưởng trong nước không thể bù đắp được nguồn hỗ trợ từ bên ngoài. Lạm phát thấp, trong khi ngân sách đã thâm hụt lần đầu tiên vào năm 2004. Năm 2004, thâm hụt cán cân hàng hóa và dịch vụ là gần 70% tổng GDP. Kiều hối từ những người Kosovo sống ở nước ngoài chiếm khoảng 13% GDP, và viện trợ nước ngoài chiếm khoảng 34% GDP.
Hầu hết sự phát triển kinh tế từ năm 1999 đến từ các lĩnh vực thương mại, bán lẻ và xây dựng. Khu vực kinh tế tư nhân đã nổi lên từ năm 1999 song chủ yếu vẫn có quy mô nhỏ. Lĩnh vực công nghiệp vẫn còn yếu và nguồn cung điện không ổn định. Tỉ lệ thất nghiệp vẫn còn rất cao, vào khoảng 40–50% lực lượng lao động. Sau những biến động về chính trị và đường lối, Chính sách kinh tế của Cộng hòa Kosovo hướng đến một hệ thống thương mại tự do. Trong bối cảnh này, chính phủ đã soạn thảo một khung pháp lý để đảm bảo việc thực thi các tiêu chuẩn châu Âu về khả năng cạnh tranh. và họ luôn hướng tới gia nhập vào Liên minh châu Âu.
Euro là loại tiền tệ được Cộng hòa Kosovo sử dụng, song Kosovo không phải là thành viên chính thức của Eurozone. Đồng euro được Phái bộ Liên Hợp Quốc tại Kosovo cùng các cơ quan chính phủ sử dụng. Ban đầu, vào năm 1999, Kosovo chấp thuận lấy đồng mác Đức để thay thế dinar Nam Tư, và do đó chuyển sang euro khi nó thay thế mác Đức. Tuy nhiên, dinar Serbia vẫn được sử dụng tại các khu vực của người Serbia.